# Таранай (река)
Таранай — река на острове Сахалин. Длина реки — 57 км. Площадь водосборного бассейна — 291 км².
Берёт начало с горы Сухуми Южно-Камышового хребта вблизи дороги Невельск — Южно-Сахалинск. Течёт вдоль хребта на юго-восток по местности, поросшей берёзово-пихтовым лесом. Огибает с севера гору Медвежью и впадает в залив Анива. Низовья канализированы. В устье расположен одноименный посёлок. Ширина реки в низовьях — 23 метра, глубина — 1 метр.
В административном отношении протекает по Анивскому району Сахалинской области.

## Притоки
Объекты перечислены по порядку от устья к истоку.
- 3,5 км: Лозинка
- 35 км: Утятка
- 38 км: Саратовка

## Данные водного реестра
По данным государственного водного реестра России относится к Амурскому бассейновому округу.
Код объекта в государственном водном реестре — 20050000212118300006595.